# Chicken Rock Lighthouse
Der Leuchtturm Chicken Rock (englisch Chicken Rock Lighthouse) ist ein aktiver Leuchtturm auf dem gleichnamigen Chicken Rock, einer isolierten Felseninsel. Ihr vorgelagert ist die unbewohnte nahe gelegene Insel Calf of Man, am südlichen Ende der Insel Isle of Man. Der Leuchtturm ist unter Denkmalschutz gestellt.

## Geschichte
Zu Beginn des 19. Jahrhunderts bestand ein großes Interesse, die Schifffahrtswege sicherer zu machen. Verschiedene Seehandelsorganisationen setzten sich dafür ein und bewirkten den Bau von zwei Leuchttürmen 1818 unter dem Isle of Man and Calf of Man Lighthouses Act 1815  von Robert Stevenson. Die Notwendigkeit eines Leuchtfeuers auf dem Chicken Rock wurde bereits 1866 erkannt, da bekanntlich häufiger Nebel die beiden Leuchtfeuer auf der nahe gelegenen Insel Calf of Man reduzierte und die Schifffahrt durch den Ausfall eines dieser Lichter zu warnen und Seeleute in Gefahr brachte.

## Planung und Bau
Für den Entwurf und die Konstruktion des Leuchtturms waren die schottischen Ingenieure David Stevenson und Thomas Stevenson verantwortlich, die auch weitere wie Langness Lighthouse (1880), The Winkie (1890), Douglas Head Lighthouse (1892) und Maughold Head Lighthouse (1914) schufen.
Die Genehmigung für den Bau des Leuchtturms wurde im Jahr 1868 erteilt, er wurde aus Granitblöcken errichtet, die einen spitz zulaufenden Turm mit einem Laternenraum und einer einzigen Galerie bildeten. Es wurden noch weitere Experimente mit dem Lichtapparat durchgeführt, die die Meinung der Brüder Stevenson bestätigten. Zur gleichen Zeit, in der sie dieses Projekt leiteten, waren sie auch am Bau des Leuchtturms von Dubh Artach in Schottland beteiligt.
Die Bauarbeiten wurden im Dezember 1874 abgeschlossen, und die erste offizielle Einweihung fand am 1. Januar 1875 statt. Nachdem die Kommissare das Leuchtfeuer auf Chicken Rock und die Landstation auf Calf of Man inspiziert hatten, empfahlen sie, die Landstation nach Port St. Mary zu verlegen, wo auch die Leuchtturm-Besatzung wohnte.
Die Gesamtkosten beliefen sich auf £ 64.559 (Pfund Sterling), was heute inflationsbereinigt etwa 8.200.000 £ entspricht; (nach aktuellem Wechselkurs: 9,5 Mio. Euro).

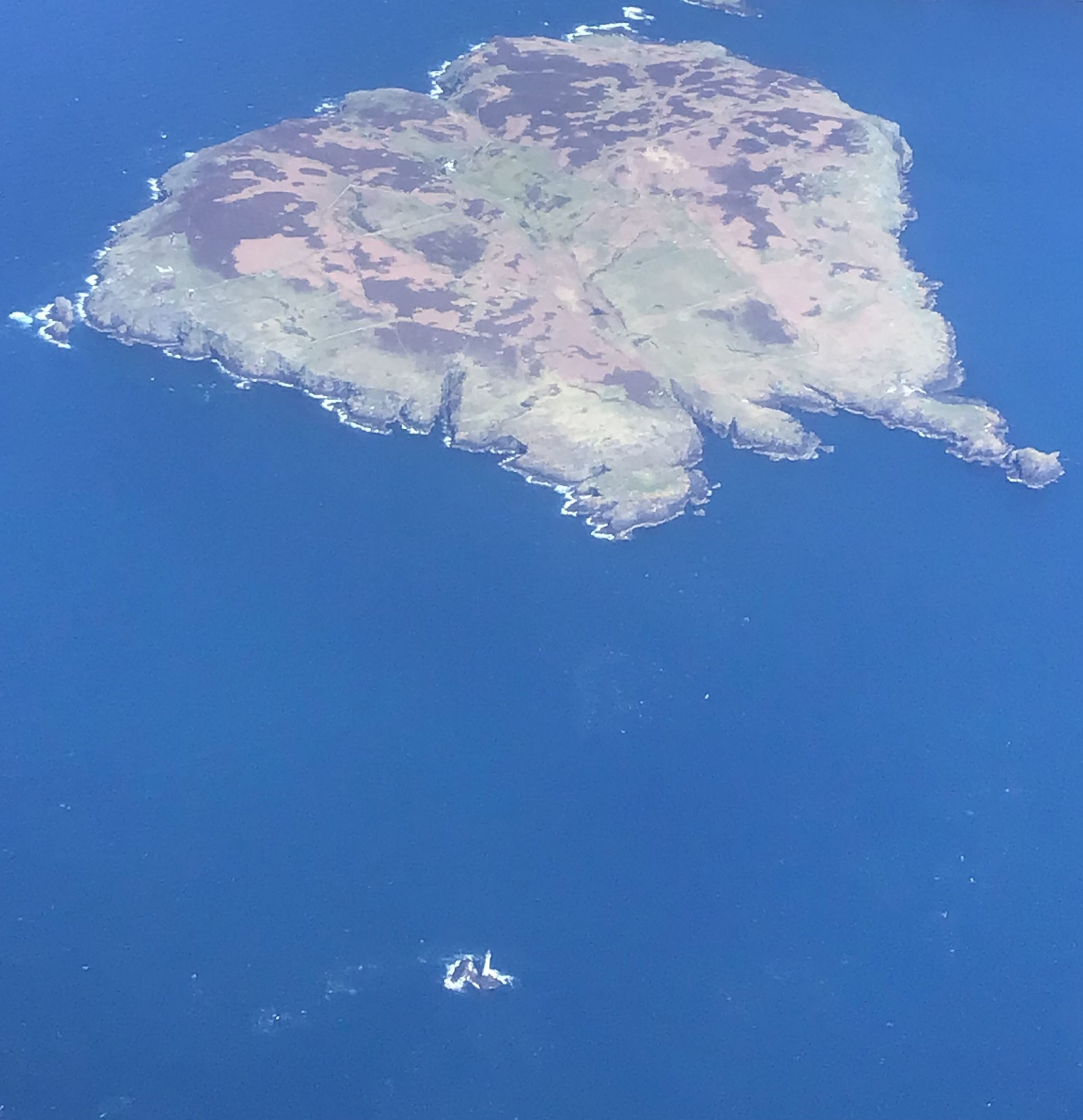
Luftbild Calf of Man und Chicken Rock, 2024

Ein Nebelsignal wurde um 1890 hinzugefügt, seit der Automatisierung elektrisch betrieben.
Die Beleuchtungsanlage wurde seit dem Bau mehrfach aufgerüstet, zuletzt 2007,
als die Reichweite der Leuchte von 12 auf 21 Seemeilen erhöht wurde.

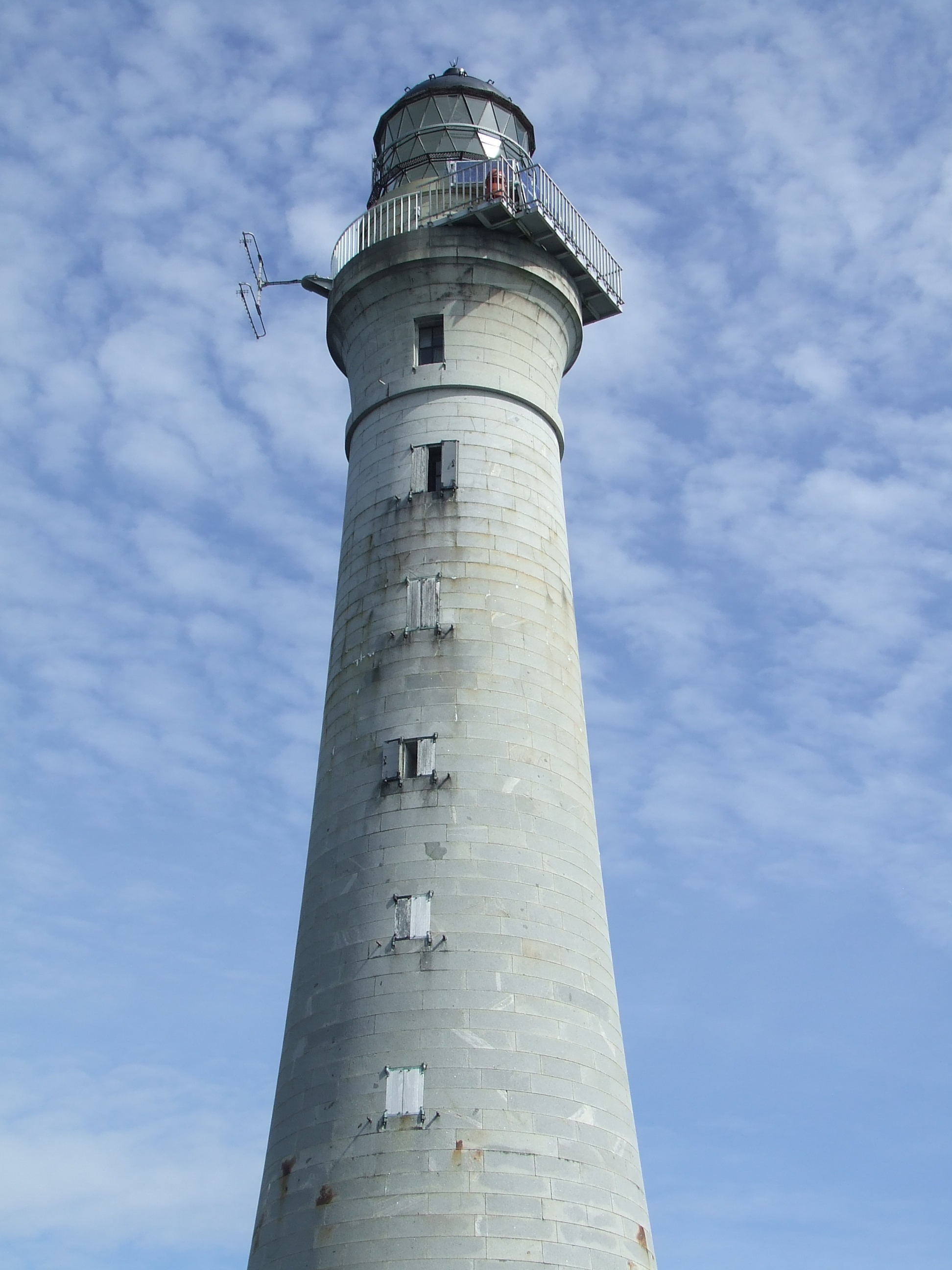
Detailansicht des Turms, 2006

## Brandkatastrophe
In der Nacht vom 23. Dezember 1960 wurde der Leuchtturm durch ein Feuer schwer beschädigt, und im Laufe des Jahres 1961 wurden eingehende Überlegungen über den künftigen Status der Station und die Bereitstellung von Navigationshilfen in dem Gebiet im Allgemeinen angestellt.
Der Vorschlag für ein vorläufiges größeres Licht- und Nebelsignal auf dem Calf of Man wurde im September 1961 in die neuen Planungen aufgenommen, und die Kommissare stimmten anschließend zu. Allerdings unter der Bedingung, dass auch ein automatisches Nebelsignal auf dem Chicken Rock installiert wird.
Briefmarke mit Leuchtturm von Chicken Rock, 1996

Link zum Bild

## Automatisierung
1961 wurde die Befeuerung automatisiert und die Leuchtturmwärter wurden abgezogen. Der Turm wird weiterhin vom Northern Lighthouse Board (NLB), das 1786 durch einen Parlamentsbeschluss gegründet wurde, operativ betrieben und unterhalten. Er ist für die Öffentlichkeit nicht zugängig.

## Briefmarken und Münzen
50 Pence-Münze mit Boot und Leuchtturm, 1996

Link zum Bild

Die philatelistische Würdigung des Leuchtturms erfolgte in einer Ausgabenserie der sechs Leuchttürme der Isle of Man von 1996.
Eine numismatische Würdigung des Leuchtturms erfolgte 1979 auf der 50 Pence-Münze und ab 2004 auf der 10 Pence-Münze.